# Corydalis cheirifolia
Corydalis cheirifolia är en vallmoväxtart som beskrevs av Adrien René Franchet. Corydalis cheirifolia ingår i släktet nunneörter, och familjen vallmoväxter. Inga underarter finns listade i Catalogue of Life.